# Сопит (Колорадо)
Сопит (енгл. Sawpit) град је у америчкој савезној држави Колорадо.

## Демографија
По попису из 2010. године број становника је 40, што је 15 (60,0%) становника више него 2000. године.
| Група             | 2000.       | 2010.      |
| Белци             | 25 (100,0%) | 37 (92,5%) |
| Афроамериканци    | 0 (0,0%)    | 0 (0,0%)   |
| Азијати           | 0 (0,0%)    | 0 (0,0%)   |
| Хиспаноамериканци | 0 (0,0%)    | 1 (2,5%)   |
| Укупно            | 25          | 40         |